# 塞尔纳德卢
塞尔纳德卢是葡萄牙波尔图区的一个堂区。总面积1.92平方公里，总人口728人，人口密度379.2人/平方公里。